# Славошка
Славошка (словац. Slavoška) — село в окрузі Рожнява Кошицького краю Словаччини, історична область Гемера. Площа села 4,38 км². Станом на 31 грудня 2016 року в селі проживало 128 жителів.

## Історія
Перші згадки про село датуються 1563 роком.

## Населення
| Рік:            | 1994. | 2004.   | 2014.   | 2024.   |
| --------------- | ----- | ------- | ------- | ------- |
| Кількість осіб: | 130   | 123     | 132     | 139     |
| Різниця:        |       | -5,38 % | +7,31 % | +5,30 % |

| Рік:            | 2023. | 2024.   |
| --------------- | ----- | ------- |
| Кількість осіб: | 135   | 139     |
| Різниця:        |       | +2,96 % |